# كاسيدي غيفورد
كاسيدي غيفورد (بالإنجليزية: Cassidy Gifford)‏ هي ممثلة أمريكية، ولدت في 2 أغسطس 1993 بنيويورك في الولايات المتحدة.

## أعمال

### أفلام
- (2014) الله ليس ميتا

## وصلات خارجية
- كاسيدي غيفورد على موقع IMDb (الإنجليزية)
- كاسيدي غيفورد على موقع ألو سيني (الفرنسية)
- كاسيدي غيفورد على موقع أول موفي (الإنجليزية)
- كاسيدي غيفورد على موقع ديسكوغز (الإنجليزية)
- كاسيدي غيفورد على موقع قاعدة بيانات الفيلم (الإنجليزية)
- كاسيدي غيفورد على موقع كينوبويسك (الروسية)